# Đình Giàn
Đình Giàn là một ngôi đình cổ ở xã Xuân Đỉnh, Từ Liêm, Hà Nội nay là phường Xuân Đỉnh, Bắc Từ Liêm, Hà Nội thờ thái úy Lý Phục Man, người đã có công dẹp giặc Lương. Năm 1990, đình Giàn được công nhận là di tích lịch sử cấp quốc gia.

## Kiến trúc
Đình Giàn hiện nay có bố cục hình chữ "Công" gồm đại đình, trung cung, hậu cung, mang dáng dấp kiến trúc thời Nguyễn nằm trên diện tích khoảng 4000m². Đình vẫn còn lưu giữ các văn bia cho biết thời gian tu bổ vào các năm Gia Long thứ 16 (1817), Tự Đức 30 (1877), Thành Thái 13 (1901) và 29 đạo sắc phong thần của 3 triều đại nhà Lê Trung Hưng, nhà Tây Sơn và nhà Nguyễn: 12 đạo sắc phong của các vua Lê Huy Tông, Lê Dụ Tông, Lê Hiển Tông và Lê Duy Kì, 4 đạo sắc phong của nhà Tây Sơn, còn lại thuộc triều Nguyễn.

## Lịch sử
Theo lịch sử thần tích của Đình Giàn, có 2 giả thiết được đặt ra:

### Giả thiết 1:
Từ xưa, Lý Phục Man (thành hoàng làng Đình Giàn) thường giàn quân ở nơi đất đình hiện nay, sau ông đánh được giặc. Rồi một lần do thua trận nên ông đã cưỡi ngựa qua đây, tiếng ngựa chạy nhanh, hí vang trời nên người dân ngưỡng mộ đã lập miếu rồi sau thành Đình Giàn. 

### Giả thiết 2:
Vào thời Lý, vua Lý Thái Tổ (1009 - 1225) đi vi hành, đến bến Cổ Sở, đêm nằm mộng thấy một người kì dị ở trước mặt tự xưng là Lý Phục Man rồi dõng dạc đọc mấy câu rằng:"Thiên hạ tao mông muội, trung thần nặc tính danh, Trung Thiên minh nhật nguyệt, Tự khả hiện chân hình". (Trong nước gặp lúc mờ tối nên người trung ẩn giấu họ tên. Nay giữa trời cao sáng tỏ, có thể hiện chân hình). Ngâm xong, liền biến mất. Vua Lý tỉnh giấc, hạ lệnh cho lập đền thờ và đắp tượng, hàng năm tế tự.Tưởng nhớ công lao của Thiếu uý Tướng quân Lý Phục Man đối với đất nước, nhân dân đã lập đền thờ tôn ông làm Thành hoàng của nhiều làng quê ở Đồng bằng Bắc Bộ. Theo truyền thuyết của dân làng Giàn, nhân dân vớt được cây gỗ quý trôi dạt đến, người ta đã dùng nó để xây đền và tới Sấu Giá xin tôn hiệu, bài vị của thần về thờ. Từ đó, hai làng có liên hệ mật thiết qua những ngày hội làng để tưởng nhớ tướng quân Lý

## Lễ hội Đình Giàn
Lễ hội Đình Giàn hằng năm được nhân dân mở hàng năm. Trước đây, do điều kiện và nhiều lý do, lễ hội không được mở, phải đến năm 1992 sau khi di tích Đình Giàn được công nhận thì lễ hội mới được phục dựng. Lễ hội được bắt đầu từ ngày mồng 9 tháng 2 âm lịch hằng năm và tổ chức 5 năm 1 lần hội chính. Vào những ngày hội lệ, chỉ tổ chức 2 ngày và không rước kiệu Ông, kiệu Bà. Còn những năm tổ chức hội chính, lễ hội được tổ chức 3 ngày. Ngày thứ nhất là lễ rước nước uy nghiêm từ Đình đến giếng cổ thời Hai Bà Trưng và đội Tế làm lễ, lấy nước và rước về Đình để cúng. Vào ngày thứ hai, kiệu Ông, kiệu Bà rước về chùa Thiên Phúc và Đền Thanh Vân(nơi thờ Mẫu Liễu hạnh) để dâng hương, cũng cùng ngày thì các đội Dâng hương trên địa bàn phường rước lễ và lồng oản tới và Dâng hương tại ĐÌNH. Vào ngày cuối cùng của Lễ hội, tất cả các kiệu của Đình(Lồng oản, Án Gian, Long Đình, Kiệu Ông, kiệu Bà) cùng với 5 lồng oản từ các cụm dân phố đi Du Xuân. Khi rước kiệu, kiệu Ông đi trước, kiệu Bà đi sau rồi mới đến các kiệu khác. Trong khi rước, kiệu Ông chạy rầm rầm rồi đột nhiên dừng lại và quay tròn, có thể rằng đây chính là hoạt động ngựa hí vang trời của Lý Phục Man thời xưa, còn theo kinh nhiệm dân gian đây là hình thức "Kiệu bay".Khi kiệu hạ, vào buổi chiều, đội Tế tế giã hội cũng đồng nghĩa là Lễ hội kết thúc. Trong Lễ hội còn có nhiều trò chơi dân gian, cùng với nhiều hoạt động văn hóa dân gian cổ từ xưa.